# Rallye Italien

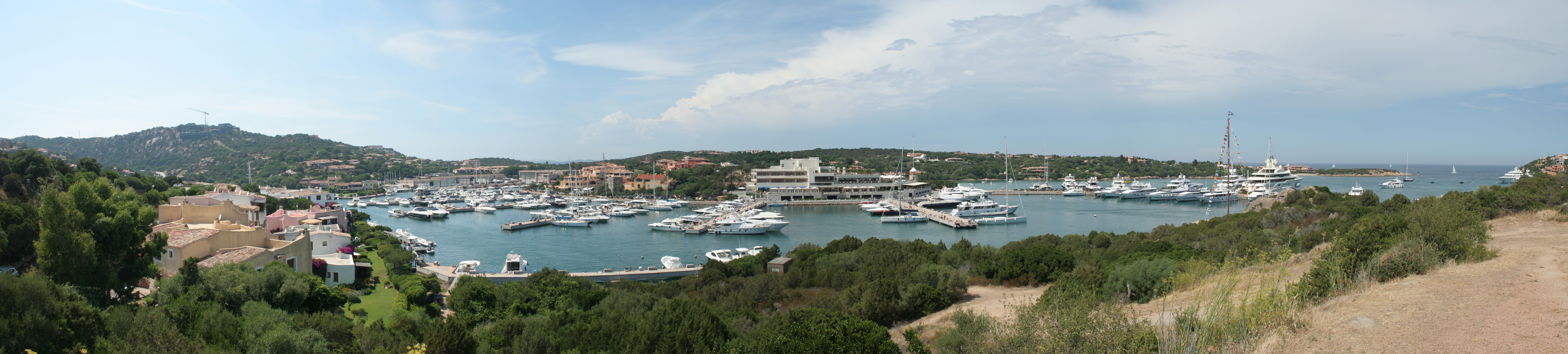
Start und Ziel im Hafen von Porto Cervo

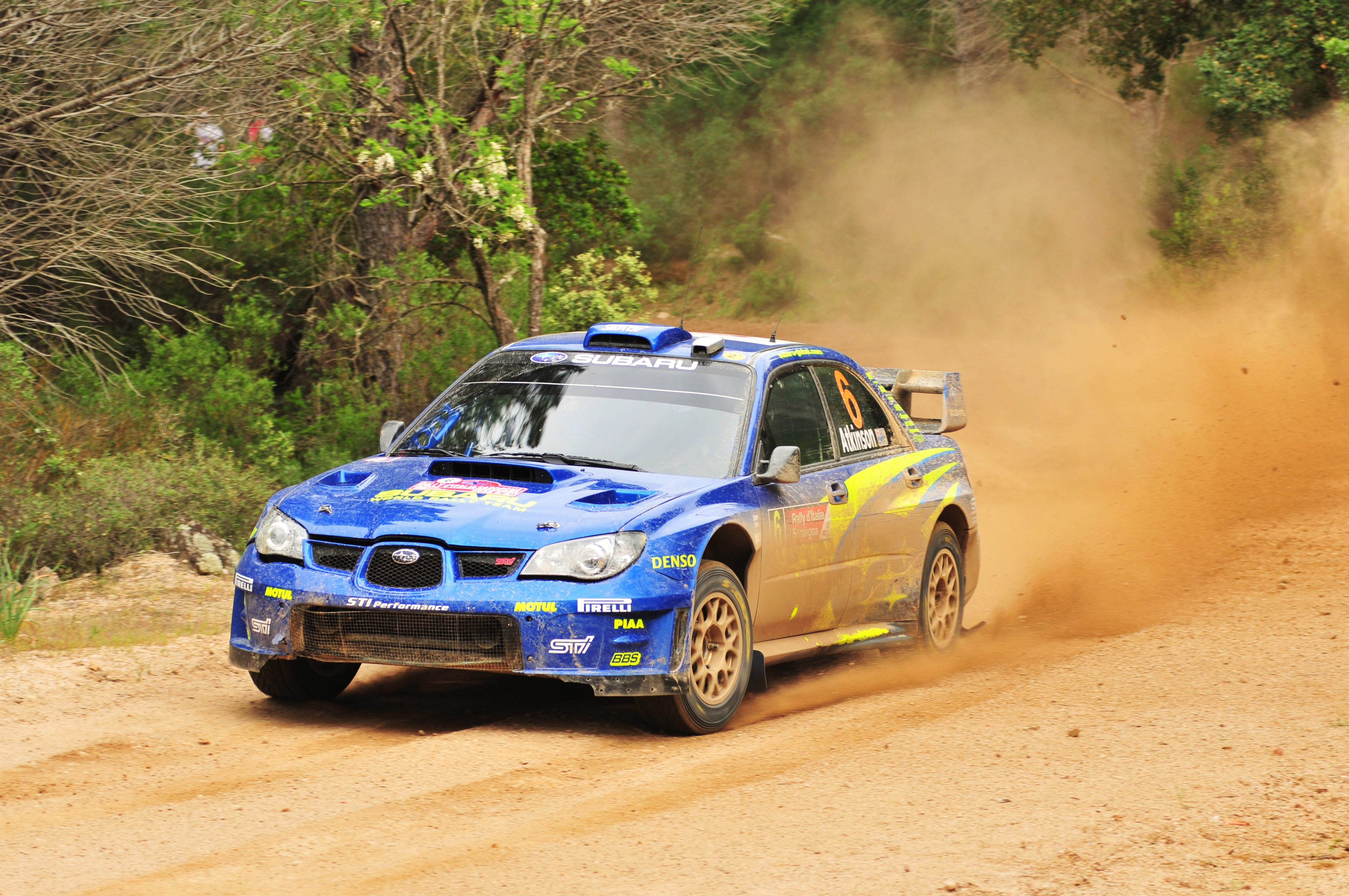
Chris Atkinson in einem Subaru Impreza WRC bei der Rallye Sardinien 2008 auf sandigem Untergrund.

Die Rallye Sardinien (offiziell Rally d’Italia Sardegna) ist eine Rallye, die in Italien auf der gleichnamigen Insel Sardinien stattfindet. Sie wird seit 2004 als Wertungslauf zur FIA Rallye-Weltmeisterschaft (WRC) ausgetragen. 2010 zählte sie zur Intercontinental Rally Challenge (IRC).

## Geschichte und Streckenführung
Die Rallye Sardinien löste zur Saison 2004 die Rallye San Remo in der Rallye-Weltmeisterschaft als Rally d’Italia ab und wird seither auch Rallye Italien genannt. Von 2004 bis 2009 wurde sie alljährlich als WM-Lauf ausgetragen.
Die Rallye ist an der Nordostküste Sardiniens an der Costa Smeralda angesiedelt. Das Rallye-Zentrum befindet sich in Olbia. Start- und Zielort war bis 2010 der Küstenort Porto Cervo an der Costa Smeralda. Bei diesen Rallyes fanden Zuschauer-Wertungsprüfungen wie 2008 die Liscia Ruja (2,69 km, in Sichtweite des Luxushotels Cala di Volpe*****) an der Küste statt. Solches verlieh dieser Rallye einen zusätzlichen Reiz. 2010 gehörte die Rallye Sardinien nicht zur Rallye-WM, sondern stattdessen zur Intercontinental Rally Challenge.
2011 wurde die Rallye Sardinien wieder in den Kalender der Rallye-WM aufgenommen. Der Austragungsort des ersten Tages dieser Rallye wechselte in die Provinz Oristano an der Westküste Sardiniens. Dort wurde in Siamanna eine „Servicepark-Außenstelle“ (engl. remote service) eingerichtet, um welchen die Wertungsprüfungen des ersten Tages ausgetragen wurden. Der Start und das Fahrerlager befanden sich in der Hafenstadt Olbia an der Ostküste der zweitgrößten Mittelmeerinsel. Während der dreitägigen Veranstaltung wurden die Wertungsprüfungen des zweiten Tages auch um Monti, Alà dei Sardi, Buddusò ausgetragen. Die Wertungsprüfungen des dritten Tages fanden nördlich von Olbia statt und die abschließende Power Stage, bei welcher es um Bonuspunkte für die drei schnellsten Fahrer dieser Prüfung geht, wurde in Gallura ausgetragen.
Es handelt sich bei der Rallye Sardinien um eine Schotter-Rallye, welche auf den sandigen Waldwegen und schmalen schottrigen Bergstraßen im gebirgigen Hinterland der Region Gallura ausgetragen wird. Der Streckencharakter wechselt von Wertungsprüfung zu Wertungsprüfung von lockersandigem Schotter auf den mit leichten Kurven versehenen Waldwegen zu grobsteinigen, schottrigen Bergstraßen mit vielen Sprungpassagen und Durchfurtungen. Als Weltmeisterschaftslauf ausgetragen beträgt die Gesamtlänge aller Wertungsprüfungen im Durchschnitt knappe 350 Kilometer. Die als IRC-Lauf ausgetragene Veranstaltung 2010 hatte hingegen nur 218,7 Kilometer Gesamtlänge aller Wertungsprüfungen.

## Gesamtsieger WRC
| Jahr | Rallye         | Fahrer             | Co-Pilot          | Fahrzeug              |
| ---- | -------------- | ------------------ | ----------------- | --------------------- |
| 2004 | Rallye Italien | Petter Solberg     | Phil Mills        | Subaru Impreza WRC    |
| 2005 | Rallye Italien | Sébastien Loeb     | Daniel Elena      | Citroën Xsara WRC     |
| 2006 | Rallye Italien | Sébastien Loeb     | Daniel Elena      | Citroën Xsara WRC     |
| 2007 | Rallye Italien | Marcus Grönholm    | Timo Rautiainen   | Ford Focus RS WRC     |
| 2008 | Rallye Italien | Sébastien Loeb     | Daniel Elena      | Citroën C4 WRC        |
| 2009 | Rallye Italien | Jari-Matti Latvala | Miikka Anttila    | Ford Focus RS WRC     |
| 2011 | Rallye Italien | Sébastien Loeb     | Daniel Elena      | Citroën DS3 WRC       |
| 2012 | Rallye Italien | Mikko Hirvonen     | Jarmo Lehtinen    | Citroën DS3 WRC       |
| 2013 | Rallye Italien | Sébastien Ogier    | Julien Ingrassia  | VW Polo R WRC         |
| 2014 | Rallye Italien | Sébastien Ogier    | Julien Ingrassia  | VW Polo R WRC         |
| 2015 | Rallye Italien | Sébastien Ogier    | Julien Ingrassia  | VW Polo R WRC         |
| 2016 | Rallye Italien | Thierry Neuville   | Nicolas Gilsoul   | Hyundai i20 WRC       |
| 2017 | Rallye Italien | Ott Tänak          | Martin Järveoja   | Ford Fiesta RS WRC    |
| 2018 | Rallye Italien | Thierry Neuville   | Nicolas Gilson    | Toyota Yaris WRC      |
| 2019 | Rallye Italien | Dani Sordo         | Carlos del Barrio | Hyundai i20 Coupe WRC |
| 2020 | Rallye Italien | Dani Sordo         | Carlos del Barrio | Hyundai i20 Coupé WRC |
| 2021 | Rallye Italien | Sébastien Ogier    | Julien Ingrassia  | Toyota Yaris WRC      |
| 2022 | Rallye Italien | Ott Tänak          | Martin Järveoja   | Hyundai i20 N Rally1  |
| 2023 | Rallye Italien | Thierry Neuville   | Martijn Wydaeghe  | Hyundai i20 N Rally1  |
| 2024 | Rallye Italien | Ott Tänak          | Martin Järveoja   | Hyundai i20 N Rally1  |